# Queyrell Tchicamboud
Tryphose Aimé Queyrell Tchicamboud (* 8. Dezember 2005 in Évry) ist ein französischer Fußballspieler.

## Karriere

### Verein
Tchicamboud begann seine Karriere bei CS Bretigny Foot. Zur Saison 2016/17 wechselte er zum OFC Courcouronnes. Zur Saison 2018/19 wechselte er in die Jugend von Paris Saint-Germain, in der er bis zur U-19 spielte. Nach der Saison 2022/23 verließ er PSG und wechselte anschließend im September 2023 nach Dänemark zur U-19 des FC Kopenhagen.
Zur Saison 2024/25 wechselte Tchicamboud nach Österreich zu den Amateuren des Bundesligisten LASK. Im Februar 2025 stand er erstmals im Profikader der Linzer. Sein Debüt in der Bundesliga folgte schließlich im März 2025, als er am 22. Spieltag jener Saison gegen den SK Sturm Graz in der Nachspielzeit für Ivan Ljubic eingewechselt wurde.

### Nationalmannschaft
Tchicamboud lief 2021 siebenmal für die französische U-17-Auswahl auf.